# Adeliepinguïn
De adeliepinguïn (Pygoscelis adeliae) is een kleine, zwart-witte pinguïnsoort.

## Kenmerken
Deze soort heeft een kleine snavel, een witte oogring rond de pupil en dikkere veren en een langere staart dan andere soorten. Deze soort kan ook over ijs handig voortbewegen, ze glijden vaak liggend als een sleetje eroverheen terwijl ze zich met hun vleugels voortduwen. Deze vogels zijn contrasterend blauwzwart en wit met rond het oog een kenmerkende witte ring. Een adeliepinguïn kan ongeveer 46 tot 61 centimeter hoog worden. Ze wegen ongeveer 4 tot 6 kilogram. Ze kunnen onder water een snelheid bereiken van 40 km/uur.

## Voedsel
Deze soort eet vis, inktvissen en kreeftachtigen (vooral krill). Soms springen ze met een sierlijke boog boven het water uit om adem te halen. Hun grootste vijand is de zuidpoolkip, die pinguïns van hun voedsel en soms ook van hun eieren en donsjongen beroven.

## Voortplanting
De broedtijd is in september. Het vrouwtje legt per keer twee eieren die groen en bruin in kleur zijn. Het eerste ei is groter en zwaarder dan het tweede. De broedtijd duurt ongeveer 8 weken.
Mannetjes maken tijdens de broedperiode een nest dat achteraf door de vrouwtjes geïnspecteerd wordt. Om de vrouwtjes te verleiden richt het mannetje zijn bek in de lucht en maakt dan een geluid. Het vrouwtje laat zich bij de keuze voor een partner leiden door dat geluid. Aan de hand van dat geluid kan het vrouwtje het gewicht van het mannetje afleiden. Een dikker mannetje heeft meer vetreserve en kan zo beter voor de eieren zorgen. Dat is nodig aangezien het vrouwtje na het leggen van de eieren zo'n tweetal weken de zee in trekt om te eten en het mannetje zonder eten op de eieren moet passen in die periode. Pasgeboren jongen vormen groepen, die onder toezicht staan van enkele volwassen dieren.

## Verspreiding
Deze soort heeft een circumpolair verspreidingsgebied. Hij komt voor op de ijskappen van Antarctica. Er is een kolonie op het eiland Ross van ongeveer een half miljoen adeliepinguïns. Er leven naar schatting 5,9 miljoen adeliepinguïns in Oost-Antarctica. In maart 2018 werd gerapporteerd dat ongeveer anderhalf miljoen adeliepinguïns zich op de Danger Islands bevinden. Door extrapolatie wordt de wereldwijde populatie op 14 tot 16 miljoen geschat.
De soort lijkt te profiteren van de opwarming van de Aarde. Door het smelten van de ijsvlakten in zijn leefgebied, breidt de grootte van het broedgebied uit.

## Trivia
De mascotte van het besturingssysteem Linux, Tux, is gebaseerd op de adeliepinguïn.